# 奇尼瓜齒獸屬
奇尼瓜齒獸屬（學名：Chiniquodon）是已滅絕合弓綱的一屬，屬於獸孔目犬齒獸亞目的奇尼瓜齒獸科，生存於三疊紀中晚期的南美洲。奇尼瓜齒獸具有許多類似哺乳動物的特徵，其最近親可能是同時代、同地區的Probelesodon。奇尼瓜齒獸是種小型肉食性動物，體型接近狗。奇尼瓜齒獸與早期恐龍共存於同一地區，可能佔據、競爭者類似的生態位，這可能是奇尼瓜齒獸消失、滅絕的原因。

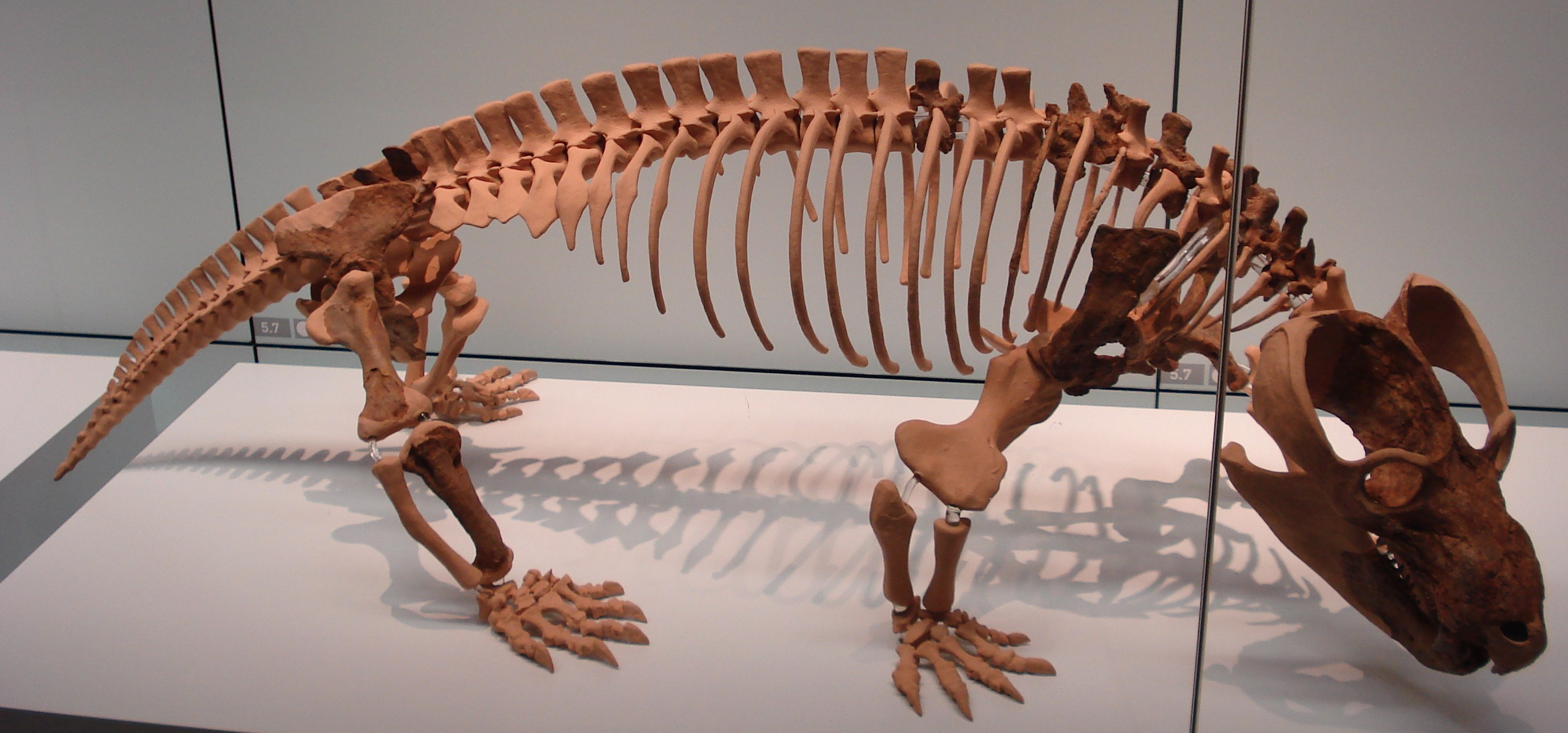
C. theotonicus的化石，過去曾被歸類於Belesodon

奇尼瓜齒獸目前已發現四個種。模式種是C. theotonicus，是由弗雷德里克·馮·休尼（Friedrich von Huene）在1936年敘述、命名。屬名是以化石挖掘地的Chiniquá為名。化石發現於巴西的聖瑪利亞組（Santa Maria Formation）、阿根廷的Los Chanares組地層，地質年代為三疊紀的卡尼階。目前已經發現許多頭顱骨，正模標本存放於德國蒂賓根大學。
巴西奇尼瓜齒獸（C. brasilensis）是在1982年被敘述、命名，化石發現於巴西的Paleorrota地質公園，屬於聖瑪利亞組，地質年代為三疊紀的卡尼階。化石是一個長約10公分的頭顱骨。
聖胡安奇尼瓜齒獸（C. sanjuanensis）是由R.N. Martinez、C.A. Forster在1996年敘述、命名，當時為Probelesodon sanjuanensis。在2002年，F. Abdala、N.P. Giannini將這個種改歸類於奇尼瓜齒獸。化石發現於阿根廷的伊斯基瓜拉斯托組（Ischigualasto Formation）地層，地質年代為三疊紀的卡尼階。化石是一個完整頭顱骨、下頜、以及其他零碎骨頭。
C. kalanoro的化石是一個下頜（編號UA 10607），發現於馬達加斯加的Makay組地層，地質年代為三疊紀晚期的拉丁尼階與卡尼階交界。